# Perła (komedia)
Perła (obecnie wystawiana w Polsce jako Pomoc domowa, tytuł oryginalny La Bonne Anna) – sztuka teatralna autorstwa Marca Camolettiego, debiut dramatopisarski tego autora. Światowa prapremiera sztuki miała miejsce w 1958 roku w Paryżu.
W Polsce po raz pierwszy została wystawiona 4 grudnia 1971 w Teatrze Powszechnym w Łodzi jako Perła. 16 stycznia 2016 na tej samej scenie miała miejsce prapremiera nowego polskiego tłumaczenia, które zmieniło tytuł sztuki na Pomoc domową. W 1982 została zekranizowana w postaci filmu telewizyjnego dla stacji France 2.

## Fabuła
Sztuka jest farsą, rozgrywającą się na przestrzeni od wieczora jednego dnia do poranka następnego w mieszkaniu pewnego małżeństwa z klasy średniej, zatrudniającego rezolutną gosposię. Oboje małżonkowie, znudzeni nieco swoim związkiem, mają romanse. Każde z nich chce spędzić najbliższą noc ze swoim kochankiem/kochanką we własnym mieszkaniu. Obojgu wydaje się, że męża/żony nie będzie wtedy w domu. Ostatecznie jednak obie pary znajdują się w rodzinnej siedzibie w tym samym czasie, zaś lojalna pomoc domowa stara się nie dopuścić do tego, aby wzajemne zdrady jej pracodawców wyszły na jaw.

## Polskie tłumaczenia i tytuły
Autorami pierwszego polskiego przekładu sztuki byli Włodzimierz Dzięciołowski i Henryk Rostworowski. Nadali oni tekstowi polski tytuł Perła, zaś bohaterowie nosili imiona Bernard (pan domu), Klaudia (pani domu), Andzia (gosposia), Robert (kochanek Klaudii) i Katarzyna (kochanka Bernarda). Z przekładu tego korzystały wszystkie polskie inscenizacje realizowane w latach 1971-1998.
Po osiemnastoletniej przerwie sztuka powróciła na polskie sceny w 2016 w nowym przekładzie Bartosza Wierzbięty, zamówionym przez Teatr Powszechny w Łodzi. W tej adaptacji sztuka otrzymała tytuł Pomoc domowa, gosposia została nazwana Nadią i, zgodnie z sytuacją panującą współcześnie w wielu polskich domach, wyraźnie zasugerowano jej wschodnie pochodzenie. Zmieniono również imiona pozostałych bohaterów. W nowej wersji są nimi Norbert (pan domu), Olga (pani domu), Marek (kochanek Olgi) i Maja (kochanka Norberta).
W wersji Wierzbięty sztuka bywa wystawiana i promowana jako sequel Boeing, Boeing tego samego autora, choć w rzeczywistości to Perła jest tekstem chronologicznie starszym. Aby podkreślić związek obu dzieł, w tym tłumaczeniu wspólne jest imię głównej bohaterki (Nadia). Dodatkowo w wersji wystawionej we Wrocławiu w 2016 przeniesiono również postaci Joli (w miejsce Olgi) oraz Maxa (w miejsce Norberta).

## Wybrane polskie inscenizacje
| rok  | teatr                                | reżyseria           | obsada                                 | obsada                                      | obsada                            | obsada                              | obsada                            |
| rok  | teatr                                | reżyseria           | Andzia / Nadia                         | Bernard / Norbert / Max                     | Klaudia / Olga / Jola             | Robert / Marek                      | Katarzyna / Maja                  |
| ---- | ------------------------------------ | ------------------- | -------------------------------------- | ------------------------------------------- | --------------------------------- | ----------------------------------- | --------------------------------- |
| 1971 | Teatr Powszechny w Łodzi             | Zbigniew Czeski     | Jadwiga Andrzejewska                   | Ryszard Sobolewski                          | Halina Pawłowicz                  | Zbigniew Niewczas                   | Barbara Połomska                  |
| 1972 | Teatr Syrena w Warszawie             | Czesław Szpakowicz  | Irena Kwiatkowska / Jolanta Skowrońska | Kazimierz Brusikiewicz / Zdzisław Słowiński | Lidia Korsakówna                  | Kazimierz Meres                     | Halina Kazimierowska              |
| 1972 | Teatr Polski w Szczecinie            | Alina Obidniak      | Urszula Nowacka                        | Zbigniew Witkowski                          | Marta Szczepaniak                 | Jerzy Korsztyn                      | Barbara Mikołajczyk               |
| 1973 | Teatr im. Mickiewicza w Częstochowie | Andrzej Uramowicz   | Stanisława Gall                        | Wiesław Ochmański                           | Elżbieta Pasierbówna              | Adam Raczkowski                     | Zofia Słaboszówna                 |
| 1976 | Teatr im. Jaracza w Olsztynie        | Danuta Jagła        | Wanda Bajerówna                        | Wojciech Kostecki                           | Danuta Markiewicz                 | Wacław Z. Jankowski / Wiesław Krupa | Teresa Czarnecka-Kostecka         |
| 2016 | Teatr Powszechny w Łodzi             | Jakub Przebindowski | Arkadiusz Wójcik                       | Artur Zawadzki                              | Marta Jarczewska                  | Jakub Firewicz / Filip Jacak        | Karolina Krawczyńska              |
| 2016 | Teatr Bagatela w Krakowie            | Paweł Pitera        | Małgorzata Piskorz / Anna Rokita       | Marek Kałużyński / Michał Kościuk           | Karolina Chapko / Kamila Klimczak | Maurycy Popiel / Kosma Szyman       | Kamila Pieńkos / Kaja Walden      |
| 2016 | Wrocławski Teatr Komedia             | Wojciech Dąbrowski  | Dorota Wierzbicka-Matarrelli           | Wojciech Dąbrowski                          | Katarzyna Skoniecka               | Kornel Sadowski / Jakub Giel        | Ilona Lewandowska                 |
| 2017 | Och-Teatr w Warszawie                | Krystyna Janda      | Krystyna Janda                         | Krzysztof Dracz                             | Katarzyna Gniewkowska             | Mirosław Kropielnicki               | Małgorzata Kocik / Barbara Wypych |